# Милки (гмина)
Милки (пол. Miłki) — сельская гмина (волость) в Польше, входит как административная единица в Гижицкий повет, Варминьско-Мазурское воеводство. Население — 3839 человек (на 2004 год).

## Демография
| Перепись                       | Всего   | Всего | Женщины | Женщины | Мужчины | Мужчины |
| ------------------------------ | ------- | ----- | ------- | ------- | ------- | ------- |
| Единицы                        | человек | %     | человек | %       | человек | %       |
| Население                      | 3839    | 100   | 1892    | 49,3    | 1947    | 50,7    |
| Плотность населения (чел./км²) | 22,7    | 22,7  | 11,2    | 11,2    | 11,5    | 11,5    |

## Соседние гмины
1. Гмина Гижицко
2. Гмина Миколайки
3. Гмина Ожиш
4. Гмина Рын
5. Гмина Выдмины